# Шпиц
Шпиц (на немски: Spitz) е група породи кучета, характеризиращ се с дълга, гъста и често бяла козина, а муцуната и ушите са заострени. Опашката често е завита над гърба на кучето.

## Произход
Точният произход на шпицовете не е известен, но днес те могат да бъдат видени най-вече в арктическите райони на Сибир. Типът е описан като Canis pomeranus от Йохан Фридрих Гмелин в неговата Systema naturae през 1788.
Няма археологически доказателства за преход на вълците в шпицове. Скелетите от 5000 години насам показват, че предците на шпицовете са се свързали с вълците. Днес шпицовете толкова приличат на вълци, че се смятат за най-стария тип кучета по света.
Основната ни представа за шпицове са впрегатните кучета, като хъски и аляски маламут. Те имат голяма прилика с вълците и в миналото често са се правели хибриди между двата вида. И днес впряговете се използват в северните ширини като средство за транспорт.

## Миграции
Преди около 3000 години шпицовете започнали миграции от Арктика към по-топлия климат на Европа, Азия и Северна Америка. Някои породи стигнали чак до Африка.
Според скелети от Швейцария шпицовете се приспособяват в Централна Европа за хилядолетия. Те са предшественици на европейските шпицове като немски шпиц и шиперке.
Много шпицове достигнали до Сибир и Монголия. Векове наред хората ги пренасяли в Япония, най-вече в Манджурия. Тези кучета са предшественици на чау-чау и акита.
Шпицовете са около 60 вида, като те се поделят на ловни (карелско мечкоподобно куче, норвежки елкхаунд), овчарски (финландски шпиц, лундехунд), впрегатни (канадско ескимоско куче, гренландско куче, хъски, аляски маламут) и декоративни (померан, немски шпиц, американско ескимоско куче) кучета.